# Wassertorstraße 12 (Quedlinburg)

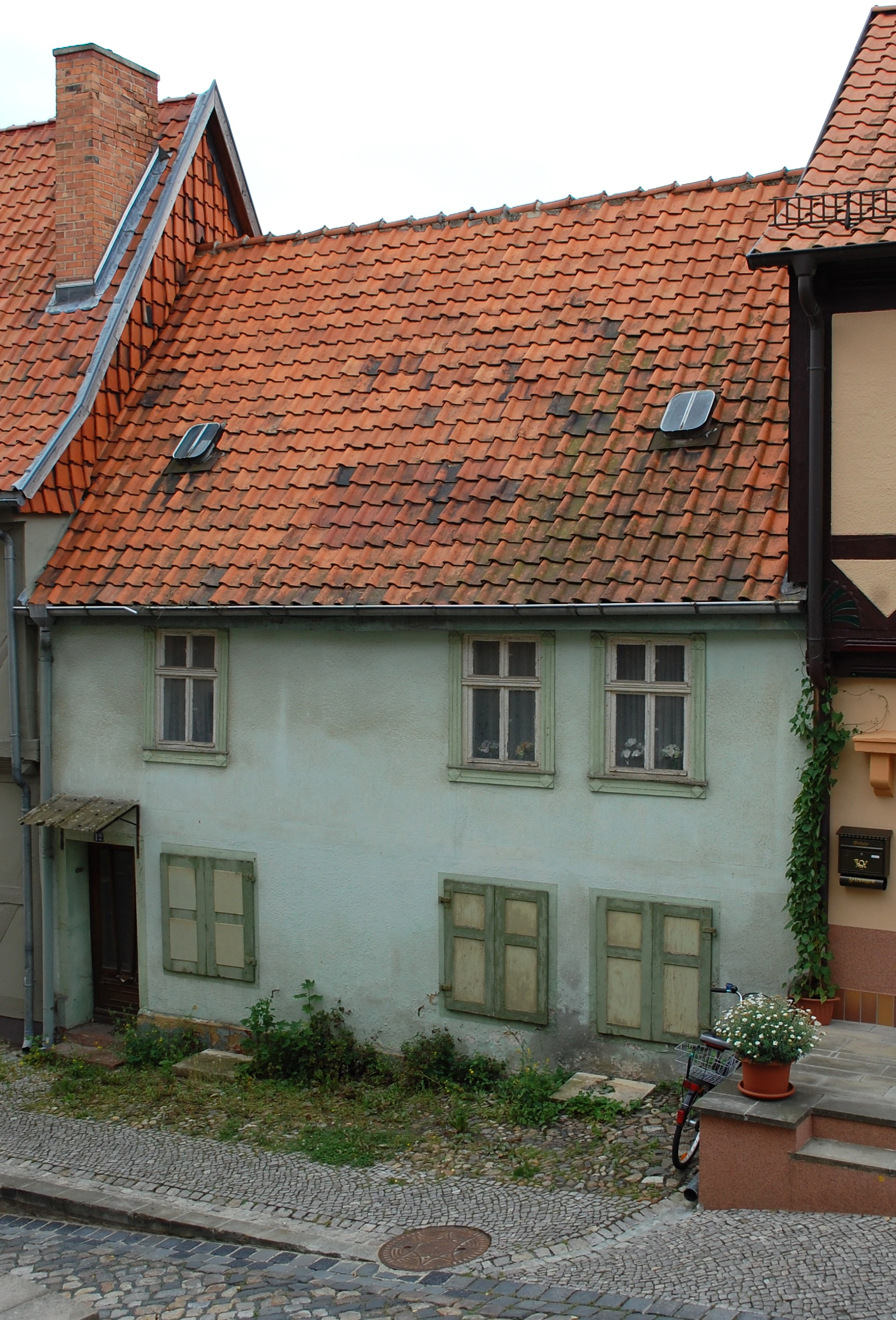
Haus Wassertorstraße 12

Das Haus Wassertorstraße 12 ist ein denkmalgeschütztes Gebäude in der Stadt Quedlinburg in Sachsen-Anhalt.

## Lage
Das Gebäude befindet sich südlich am Quedlinburger Schloßberg im Stadtteil Westendorf. Östlich grenzt das gleichfalls denkmalgeschützte Haus Wassertorstraße 11, westlich das Haus Wassertorstraße 13 an. Das Haus ist im Quedlinburger Denkmalverzeichnis eingetragen und gehört zum UNESCO-Weltkulturerbe.

## Architektur und Geschichte
Das zweigeschossige verputzte Gebäude ist in Fachwerkbauweise errichtet. Die Verputzung erfolgte im 19. Jahrhundert. Möglicherweise wurde in dieser Zeit auch das Untergeschoss erneuert. Das Obergeschoss ist vermutlich älter. Bemerkenswert sind die im Obergeschoss befindlichen Fensterfaschen mit Eckdiamantierung und Kanneluren.
Der zum Haus gehörende Garten befindet sich auf der Rückseite und zieht sich entlang des Hangs zum Mühlgraben hin.
2024 wurde das Haus aus dem Denkmalverzeichnis gestrichen und dabei als Denkmalbereich, zuvor als Baudenkmal, geführt.